# 2000 ST331
2000 ST331, também escrito como 2000 ST331, é um objeto transnetuniano que está localizado no Cinturão de Kuiper, uma região do Sistema Solar. Este corpo celeste é classificado como um cubewano. Ele possui uma magnitude absoluta (H) de 8,7 e, tem um diâmetro estimado de cerca de 80 km.

## Descoberta
2000 ST331 foi descoberto no dia 23 de setembro de 2000 pelo astrônomo B. Gladman.

## Órbita
A órbita de 2000 ST331 tem uma excentricidade de 0,115 e possui um semieixo maior de 42,443 UA. O seu periélio leva o mesmo a uma distância de 37,549 UA em relação ao Sol e seu afélio a 47,338 UA.